# Stictocardia discolor
Stictocardia discolor är en vindeväxtart som beskrevs av V. Ooststr. Stictocardia discolor ingår i släktet Stictocardia och familjen vindeväxter. Inga underarter finns listade i Catalogue of Life.